# Hacienda San José del Carmen
La Hacienda San José del Carmen es el mayor atractivo cultural y turístico de la localidad chilena de El Huique, comuna de Palmilla, provincia de Colchagua.

## Historia
La hacienda derivó de la de Larmagüe (hoy Larmahue), la cual fue constituida a comienzos en 1613 por el conquistador Juan de Quiroga, gracias a mercedes de tierra y concesiones. Producían un poco para la exportación más allá de la propia hacienda, lo cual conducía al autoabastecimiento en todo excepto en artículos de lujo, de ostentación, que se destinaban para el grupo de gente en el círculo de confianza del patrón. 
En 1751 el predio pasó a manos de la familia Echenique, y en 1790 ocurrió la primera división de la propiedad, entre dos de los integrantes del mencionado clan. En 1828, el dueño de la porción denominada “El Huique” era Juan José Echenique y Bascuñán, quien comenzó a edificar las casas, a la par que a acrecentar la superficie de la hacienda. 
La única hija de Juan José, Gertrudis Echeñique, heredó "El Huique" a título individual, y continuó la labor de su padre. Ella y su marido, Federico Errázuriz Echaurren, quien fuera Presidente de la República entre 1896 y 1901-, invirtieron energías y recursos en la construcción de las casa, aumentando el número de habitaciones y mejorando su alhajamiento y comodidad. Lo propio hizo doña Elena, hija de ambos y también única heredera. 
En 1852 se había edificado una bella iglesia de estilo neoclásico, cuyo pórtico, con tres arcos de medio punto, sostiene una torre de madera de 23 metros de altura que contrasta con la horizontalidad general de los recintos. Su única nave es de planta alargada, a la cual se ha anexado un cuerpo perpendicular al presbiterio, correspondiente a la capilla de la familia. La iglesia es sencilla, pero el altar está profusamente ornamentado.

## Monumento nacional
Como sucedió en general en las casas patronales chilenas, las de San José del Carmen experimentaron un crecimiento gradual, el cual respondía a las necesidades que se iban presentando. Las dependencias, con corredores, se distribuyen en torno a patios -catorce en total-. El que corresponde al sector residencial, y que sirve de acceso al conjunto, exhibe un cuidado jardín de tipo francés, y centenarias palmeras. Originalmente, los patios contaban con empedrado, el cual se conserva hoy en su acceso. Los patios interiores fueron recubiertos con pastelones de cerámica. El conjunto de casas está estructurado por muros de adobe en sobrecimiento de albañilería de ladrillo. Los envigados, entramados y pilares son de madera de roble, ciprés y espino; la cubierta es de teja de arcilla y los pisos de pastelón de arcilla, donde no subsiste el empedrado original.
Las casas de la hacienda El Huique son una extraordinaria muestra de la arquitectura rural chilena de la época. Asimismo, reflejan fielmente la forma de vida tradicional del campo chileno, basada en la hacienda. Gracias a la preocupación de sus propietarios, cuya familia conservó durante dos siglos la propiedad, a la gestión del Ejército, —que desde 1976 ha velado por la conservación y puesta en valor de los inmuebles—, a la de los comuneros agrícolas que laboran estas tierras, y a la autoridad local que ha otorgado un gran apoyo a la puesta en valor de este bien patrimonial, El Huique puede ser apreciado por todos, en la forma de un museo de sitio.
El Ministerio de Educación de Chile declaró las casas monumento nacional en la categoría de monumento histórico, en el Decreto Supremo n.º 2412 del 6 de octubre de 1971. En 1996 otro decreto estableció una Zona Típica para resguardar el entorno del monumento. En el área protegida no se pueden realizar intervenciones sin la autorización del Consejo de Monumentos Nacionales.
En la actualidad el inmueble se conserva como un museo, denominado Museo El Huique, bajo la administración del Ejército.